# Hugo Ströhl

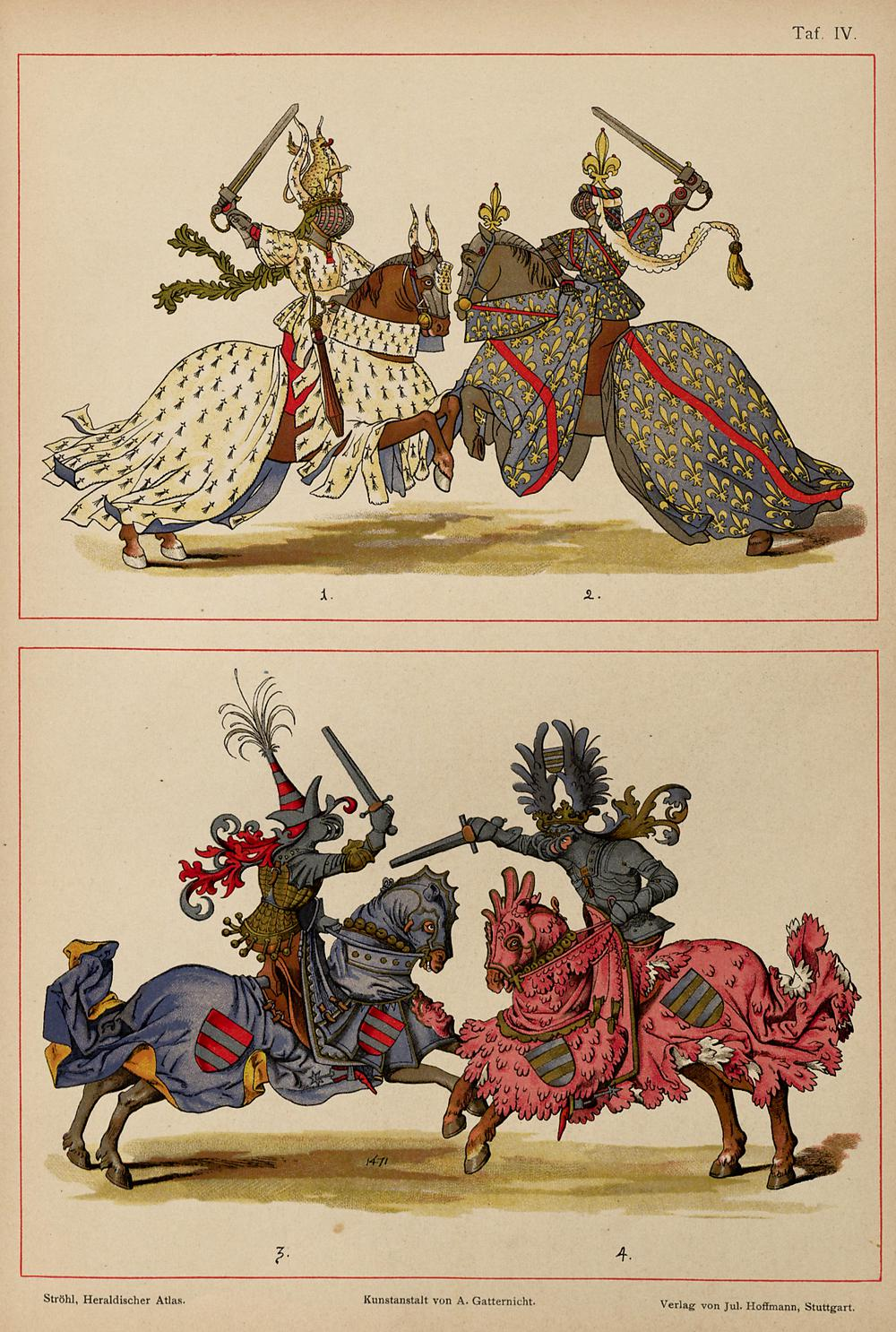
Hugo Ströhl: Heraldischer Atlas

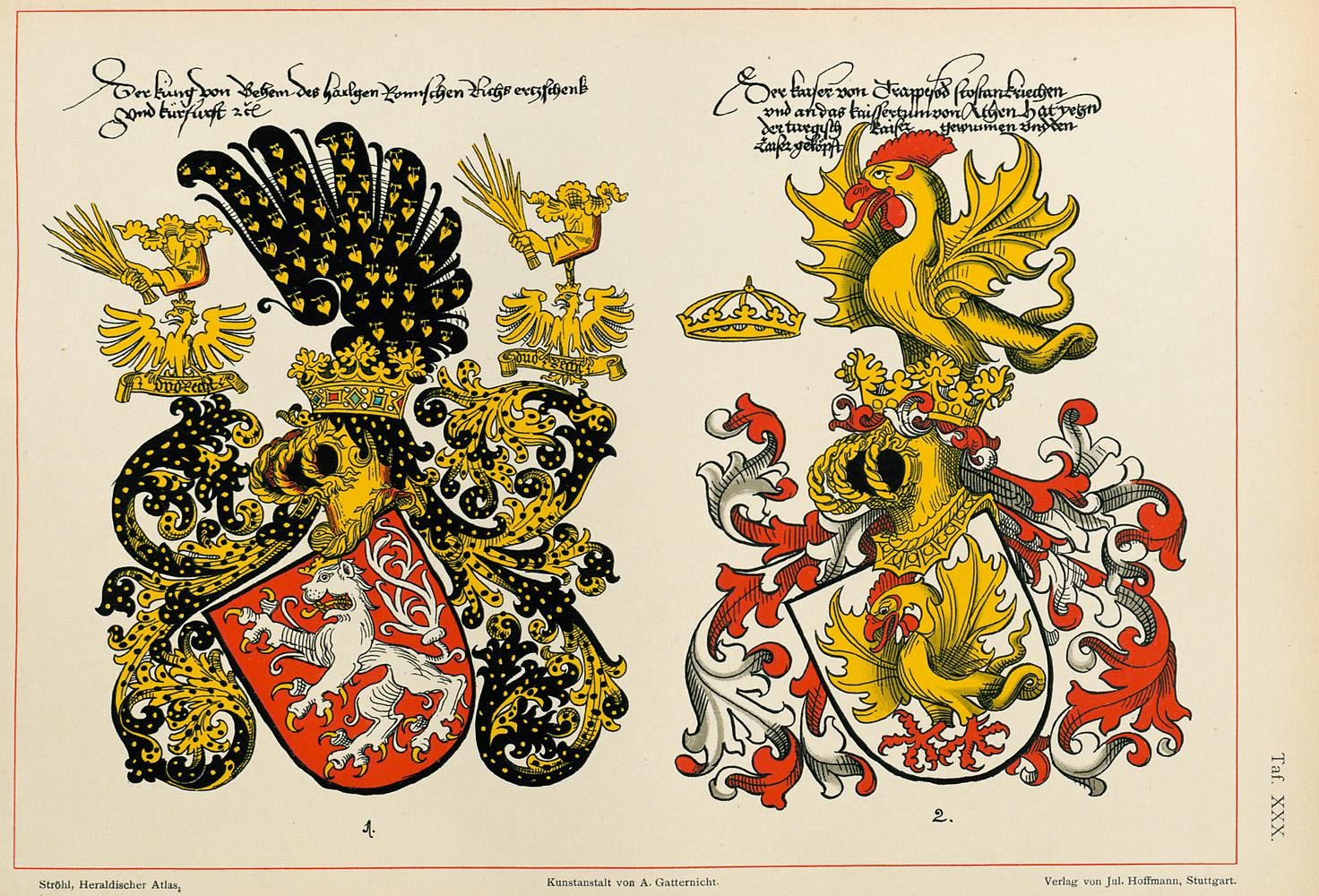
Hugo Ströhl: Heraldischer Atlas

Hugo Gerhard Ströhl (Wels, 1851. szeptember 24. – Mödling, 1919. december 7.) osztrák képzőművész, illusztrátor, heraldikus.
Elvégezte a bécsi képzőművészeti akadémiát. 1878-ban Bécsben saját műtermet nyitott, Atelier für Kunst néven. Rajztanárként működött és több kiadványt is illusztrált. Előszeretettel művelte a heraldikát, mely területen több mint húsz mű kiadásában működött közre. Ő illusztrálta a Heraldischer Atlas (1898, 1899), a Japanisches Wappenbuch (1906) és más heraldikai műveket. Főműve a Stuttgartban megjelent Heraldischer Atlas, mely számos nemesi próbát, tartalmaz a középkortól az újkorig szinte egész Európából.

## Művei
- Deutsche Wappenrolle. Stuttgart, 1897
- Österreichisch-Ungarisches Wappenrolle. Wien, 1900
- Die Wappen der Buchgewerbe. Wien, 1900
- Staatshealdik. Wien, 1909
- Die Heraldik der katholischen Kirche. Wien, 1910

### Magyarul
- Az új osztrák, magyar és közös címerek. Ströhl H. G. eredetije után készült 7 színnyomatú tábla, 5 címerleírással és 1 magyarázó vázlattal / Die neuen österreichischen, ungarischen und gemeinsamen Wappen. Tafeln in Farbendruck nach den originalen von H. G. Ströhl, nebst 5 Blatt Wappenbeschreibungen und 1 schematischen Erklärung; Állami Ny., Bécs, 1916